# Phufah Chuenkromrak
Phufah Chuenkromrak (thailändisch ภูฟ้า ชื่นกรมรักษ์, * 10. August 1997 in Nan), auch als Fah bekannt, ist ein thailändischer Fußballspieler.

## Karriere
Phufah Chuenkromrak stand bis Ende 2018 beim Chainat Hornbill FC unter Vertrag. Wo er vorher gespielt hat, ist unbekannt. Der Verein aus Chainat spielte in der ersten Liga des Landes, der Thai Premier League. In der Hinserie 2018 absolvierte er sieben Erstligaspiele für Chainat. Die Rückserie wurde er an den Uttaradit FC ausgeliehen. Mit dem Verein aus Uttaradit spielte er in der vierten Liga, der Thai League 4. Mit dem Verein trat er in der Northern Region an. Ende 2018 wurde er mit dem Verein Meister der Region. Nach Vertragsende in Chainat wurde er Anfang 2019 von Uttaradit fest verpflichtet. Mit Uttaradit feierte er Ende 2019 erneut die Meisterschaft der Northern Region. Die Saison 2020 wurde nach zwei Spieltagen wegen der COVID-19-Pandemie unterbrochen. Während der Unterbrechung beschloss der thailändische Fußballverband, dass man die Thai League 3 und die Thai League 4 zusammenlegt. Die Thai League 3 ist seit September 2020 in sechs Regionen eingeteilt. Uttaradit spielt seit September 2020 in der Northern Region der dritten Liga. Bei Uttaradit stand er bis Ende 2020 unter Vertrag. Von Januar 2021 bis Mai 2021 spielte er beim ebenfalls in der Northern Region spielenden Drittligisten Phitsanulok FC. Ende Mai 2021 wurde er wieder von Uttaradit unter Vertrag genommen. Hier stand er bis Mai 2023 unter Vertrag. Zu Beginn der Saison 2023/24 wechselte er zum Zweitligaaufsteiger Pattaya United FC. Nach 33 Ligaspielen kehrte er im Januar 2025 zu seineme ehemaligen Verein TPF Uttaradit FC zurück.

## Erfolge
Uttaradit FC
- Thai League 4 – North: 2018, 2019